# ¡Viva la Pepa!

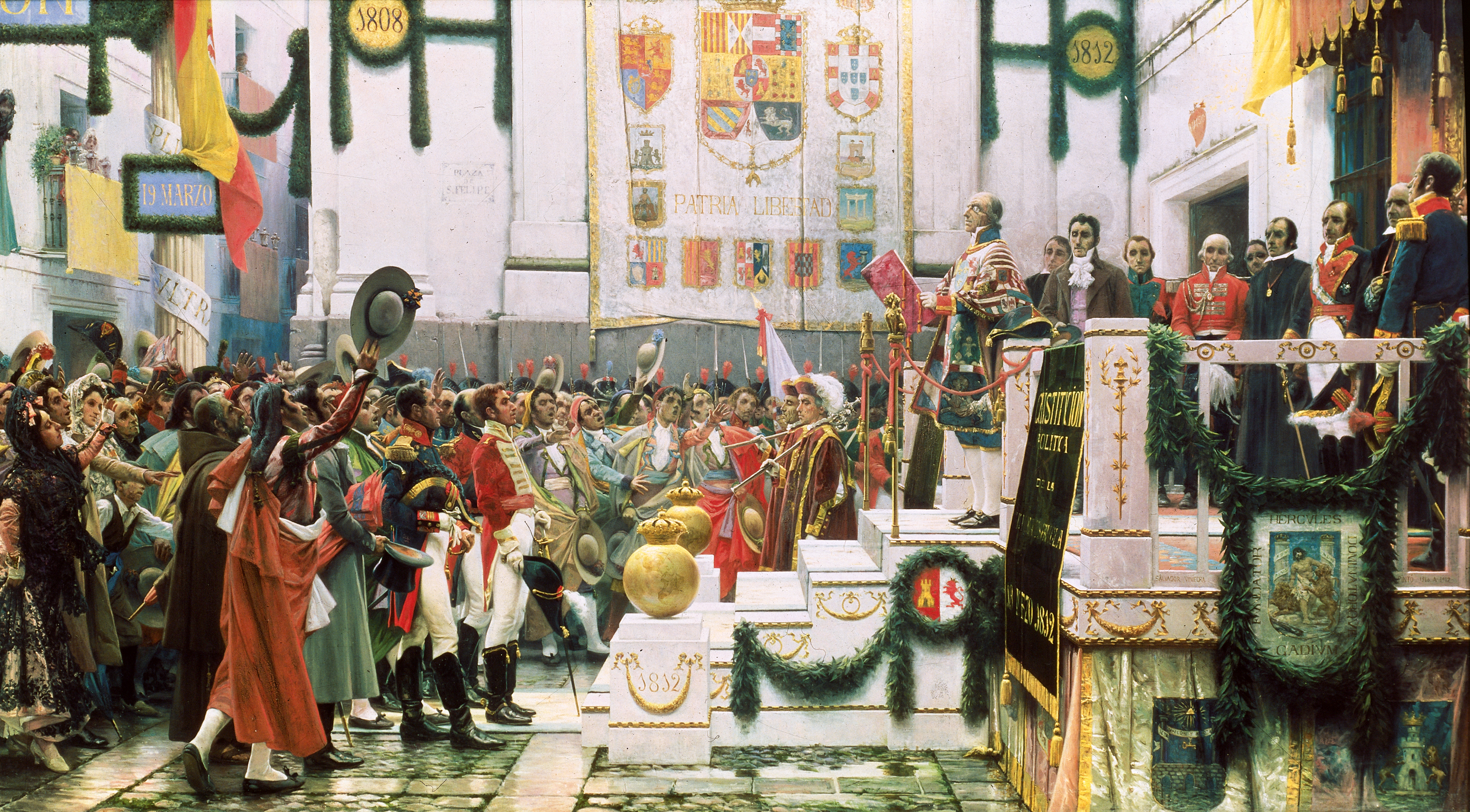
La promulgación de la Constitución de 1812, obra de Salvador Viniegra (Museo de las Cortes de Cádiz).

¡Viva la Pepa! es el griterío con el que desde el 19 de marzo de 1812 (festividad de San José) proclamaban los liberales españoles su apoyo a la Constitución de Cádiz promulgada ese día, por lo que esta es denominada popularmente la Pepa, porque cariñosamente a los llamados José se les dice Pepe, de ahí la vinculación con ese día. Ese es el origen de la constitución y la frase ¡Viva la Pepa!

## Historia
La gran popularidad que  tuvo el grito, su rotundidad y su facilidad de difusión incluso en circunstancias de represión política como las que llegaron entre 1814 y 1820 (restauración absolutista de Fernando VII) y entre 1823 y 1833 (Década Ominosa) lo convirtieron posiblemente en el primer lema político español de la Edad Contemporánea. En las mismas circunstancias se difundían canciones como el ¡Trágala! (para humillar a Fernando VII, obligado a jurar la constitución en 1820) y el himno de Riego (para glorificar al militar liberal sublevado entonces y ajusticiado en 1823). El hecho de que fueran otras constituciones y no la de Cádiz las que estuvieran en vigor no restó capacidad de convocatoria al grito, sino todo lo contrario, al añadir la nostalgia y la comparación del ideal progresista con las restricciones que el moderantismo imponía a los textos en vigor a lo largo de todo el siglo XIX.

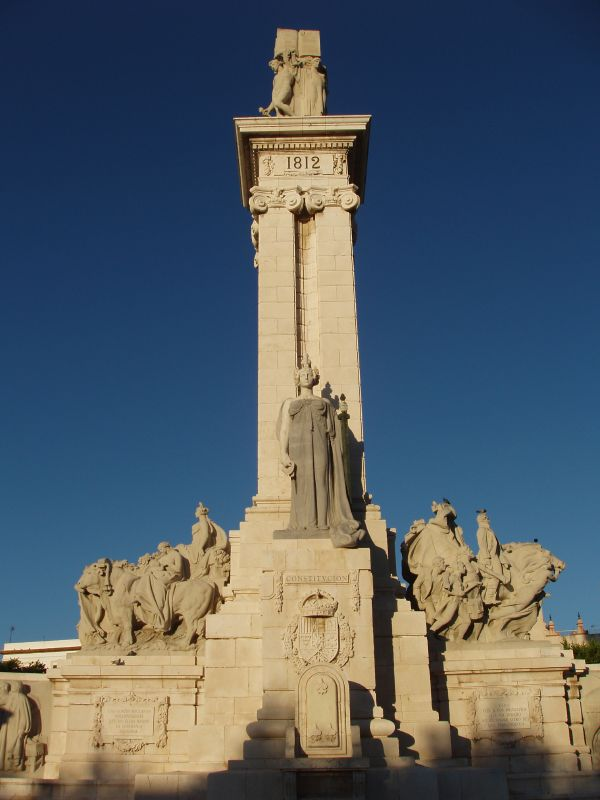
Monumento a La Pepa

La difusión del grito no se detuvo en España: en la época del Risorgimento o unificación italiana se gritaba ¡Viva Verdi!, ocultando en el nombre del músico el acrónimo de «Vittorio Emanuele Re D'Italia».
Hubo otros hallazgos semánticos en las Cortes de Cádiz, como la misma palabra «liberal», que hasta entonces significaba ‘generoso’, y que pasa a otros idiomas europeos con el sentido de ‘partidario de la libertad’. Lo mismo ocurrió con las palabras «guerrilla» y «guerrillero», que se aplican desde la Guerra de la Independencia Española a la táctica y a los combatientes irregulares en la guerra contemporánea.
La visión peyorativa del grito, probablemente fruto de su uso irónico por los enemigos políticos de los liberales (los absolutistas españoles), ha terminado imponiendo su empleo para referirse a toda situación de desbarajuste, despreocupación o excesiva licencia. Decir de alguien que es un viva-la-pepa, equivale a llamarle irresponsable o despreocupado. Idéntica traslación de sentido sufrió el grito ¡Viva Cartagena!, cuyo origen fue la sublevación cantonalista durante la Primera República española (1874).
En una reciente polémica entre historiadores gaditanos (enero de 2010), José María García León sostiene que, en realidad, el grito de «¡Viva la Pepa!» en la época de las cortes de Cádiz nunca se pronunció, siendo resultado de «una leyenda posterior», y que no empezó a hablarse de esta expresión hasta «bien avanzado el siglo XX»; mientras que Alberto Ramos Santana le replica indicando que, al menos desde 1822 El Zurriago «ya identificaba la Constitución de 1812 como La Pepa», atribuyendo la escasez de fuentes a la represión de Fernando VII, que hizo nacer el grito como un elemento subversivo, dado que estaba prohibido hacer mención a ella.
En todo caso el grito debía estar ya muy establecido en la primera mitad del siglo XIX, pues aparece utilizado de forma satírica en 1820 por Sebastián Miñano en Lamentos políticos de un pobrecito holgazán («El asunto es calzarse uno el empleo, y el tesorero y ministro de hacienda que discurran, que para eso están, a bien que la nación tiene recursos, y conforme hemos pasado hasta ahora se pasará en lo sucesivo, y viva la pepa»), en 1836 por Eugenio de Ochoa (como traductor de Nuestra Señora de París de Victor Hugo), en 1839 por los redactores de un Manifiesto publicado en Abenamar y el estudiante: capricho periodístico («Viva la Constitución, viva la soberanía nacional, y viva la Pepa»), y entre 1839 y 1849 por Modesto Lafuente: 

—Pues mire vd., Monsiur, replicó Tirabeque, en esta España generosa y fraternal tenemos una guerra que también nos déchire, o nos desgarra, que decimos en español, y nos duele ya el ama de leer todos los días en los periódicos que ha habido tantos muertos, y tantos heridos, y tantos prisioneros, y tantos fusilados, y todos españoles, y esto, como he dicho, todos los días, amén de los que se matan o se fusilan a la menuda y sin que se escriba de ello... Pero todo esto, Monsiures míos, no merece la pena, porque en todo lo demás hay la mayor fraternidad y concordia, y aunque la mayoría moderada de los diputados está dividida, y la minoría progresista también, aquí en las máscaras todos estamos unidos, y todos somos hermanos, y todo el mundo baila y se divierte hasta que no puede más, y viva la Pepa.
—¿Quién es la Pepa? preguntó uno de los estrangeros.
—La Pepa, respondió Tirabeque, es un muchacha alegrota y juguetona, que no piensa más que en danzar y en vivir alegremente. Pero hoy todas son Pepas en Madrid, o por mejor decir, Madrid entero es hoy un «viva la Pepa».
Reíanse los estrangeros de las esplicaciones de Tirabeque, aunque sospecho que no las comprenderían muy bien.